# النموذج اللوني أحمر أخضر أزرق

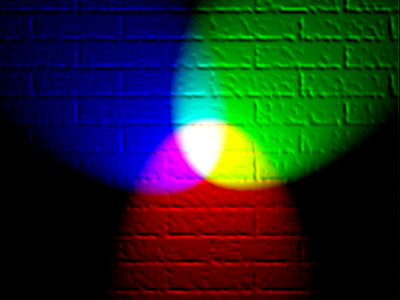
تمثيل لمزج اللون الجمعي. عرض تداخل أضواء لألوان أولية على شاشة يظهر الألوان الثانوية، واندماج الألوان الأولية الثلاثة الأحمر والأخضر والأزرق بشدات مناسبة يعطي اللون الأبيض.

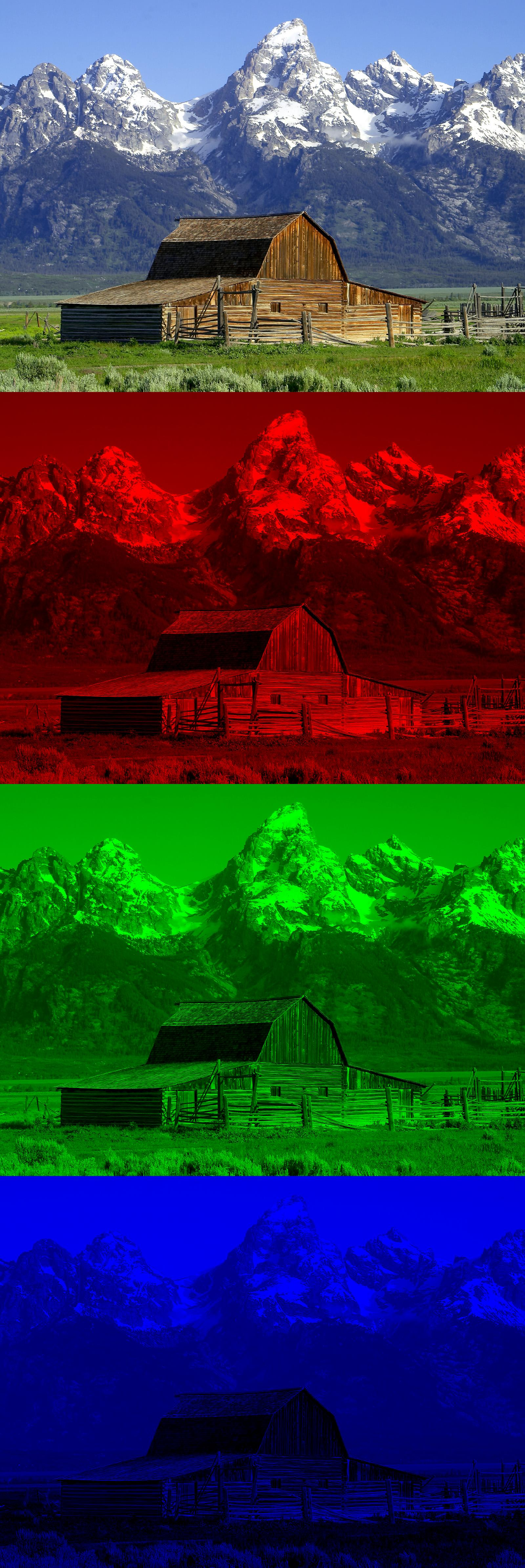
صورة في نظام ح خ ز مع مكوناتها الثلاث المنفصلة. لاحظ أن الثلج الأبيض يتألف من الأحمر والأخضر والأزرق بشدة عالية، في حين أن الحظيرة البنية تتألف من أحمر وأخضر شديدين وقليل من الأزرق، والعشب الأخضر الداكن يتألف من أخضر شديد مع قليل من الأحمر والأزرق، والسماء الزرقاء الفاتحة تتألف من أزرق شديد وأحمر وأخضر شديد نسبيا.

النموذج اللوني أحمر أخضر أزرق أو باختصار النموذج اللوني ح خ ز أو يكتب الاسم باستخدام الكرشنة الفضاء اللوني آر جي بي من RGB أي (Red Green Blue). وهو نموذج لوني جمعي تجمع فيه الأضواء الحمراء والخضراء والزرقاء مع بعضها البعض بطرق مختلفة لتوليد مجموعة كبيرة من الألوان. ويأتي الاسم من الحروف التي ترمز إلى الألوان الأولية الجمعية، الأحمر والأخضر والأزرق.
الهدف الأساسي من النموذج اللوني ح خ ز هو الإحساس وتوليد وعرض الصور في الأجهزة الإلكترونية، مثل الرائي، وشاشات الحواسيب، مع أنه استخدم أيضا في التصوير. وقبل الثورة الإلكترونية، كان للنظام اللوني ح خ ز نظرية قوية خلفه تعتمد على الإدارك البشري للألوان.
النموذج اللوني ح خ ز يعتمد على الجهاز الذي ينتجه. فالأجهزة المختلفة تلتقط أو تولد قيم محددة ومختلفة من ح خ ز، حيث تتفاوت العناصر الملونة (الأصبغة أو الفوسفورات) من مصنع إلى آخر، أو حتى الجهاز نفسه يختلف مع مرور الزمن. فقيم ح خ ز لا تحدد اللون ذاته في الأجهزة المختلفة بدون ما يسمى إدارة الألوان.
أجهزة الإدخال المعتمدة على نظام ح خ ز هي آلات التصوير التلفزيوني، والماسح الضوئي، وآلات التصوير الرقمية. وأجهزة الأخراج المعتمدة على نظام ح خ ز هي الرائي بتقنياته المختلفة (أنبوب الأشعة المهبطية، وشاشة الكرستال السائل، والبلازما، إلخ.)، وشاشات الحواسيب والهواتف المحمولة، وجهاز إسقاط الفيديو (video projector)، وأجهزة العرض ذات المصباح الثنائي الباعث للضوء الملونة. والطابعات من جهة أخرى لا تعتمد على نظام ح خ ز، فهي أجهزة تعتمد مبدأ اللون الطرحي والنموذج اللوني س ق ص د (CMYK).

## الألوان الأولية الجمعية

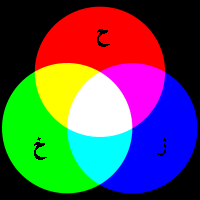

لتوليد لون باستخدام ح خ ز نراكب ثلاثة أضواء ملونة حمراء وخضراء وزرقاء. يسمى كل من الأضواء الثلاثة بالمكون للون الناتج، وكل منها يمكن أن يكون لها شدة محددة يختلف معها اللون الناتج.
النظام اللوني ح خ ز هو نظام جمعي بمعنى أن الأضواء الثلاثة تضاف إلى بعضها البعض ويضاف طيفها الضوئي وطول موجتها، للوصول إلى الطيف اللوني الناتج.
نحصل على اللون الأسود بتسليط شدة معدومة لكل من المكونات (لا ضوء يعني أسود)، والشدة الكاملة لكل من المكونات يعطي اللون الأبيض. ونوعية اللون الأبيض تعتمد على طبيعة منابع الأضواء الأولية. عند تساوي الشدة في كل من المكونات، ينتج لونا رماديا داكنا أو فاتحا بحسب هذه الشدة. عند اختلاف الشدة، ينتج صبغة لون ما، ذات إشباع يعتمد الفرق بين أقوى وأضعف شدات الألوان الأولية المستخدمة.
عندما يكون لأحد المكونات أعلى شدة، يكون اللون قريبا من صبغة اللون لذلك المكون فيكون اللون محمرا أو مخضرا أو مزرقا، وعندما يكون مكوننان بأعلى شدة يكون اللون الناتج لونا ثانويا (أحد درجات السيان أو القرمزي أو الأصفر). يتولد اللون الثانوي بجمع لونين أوليين متساويين في الشدة: السيان هو مجموع الأخضر والأزرق، والقرمزي هو مجموع الأحمر والأزرق، والأصفر هو مجموع الأحمر والأخضر. كل لون ثانوي هو لون مكمل لأحد الألوان الأولية. عند إضافة أحد الألوان الأولية إلى لونه المكمل ينتج اللون الأبيض، فالسيان يكمل الأحمر، والقرمزي يكمل الأخضر، والأصفر يكمل الأزرق.
النموذج اللوني ح خ ز لم يحدد ما معنى أحمر وأخضر وأزرق من الناحية اللونية، وبذلك نتائج مزجها غير محدد على وجه مطلق، ولكنها متعلقة بالألوان الأولية. عند تعريف اللونية الدقيقة للألون الأولية الأحمر والأخضر والأزرق، يصبح عندها النموذج اللوني نموذجا لونيا مطلقا، مثل الفضاء اللوني المعياري ح خ ز (sRGB) أو الفضاء اللوني أدوبي ح خ ز (Adobe RGB). اقرأ الفضاءات اللونية ح خ ز لمزيد من التفصيل.

## المبادئ الفيزيائية لاختيار الأحمر والأخضر والأزرق

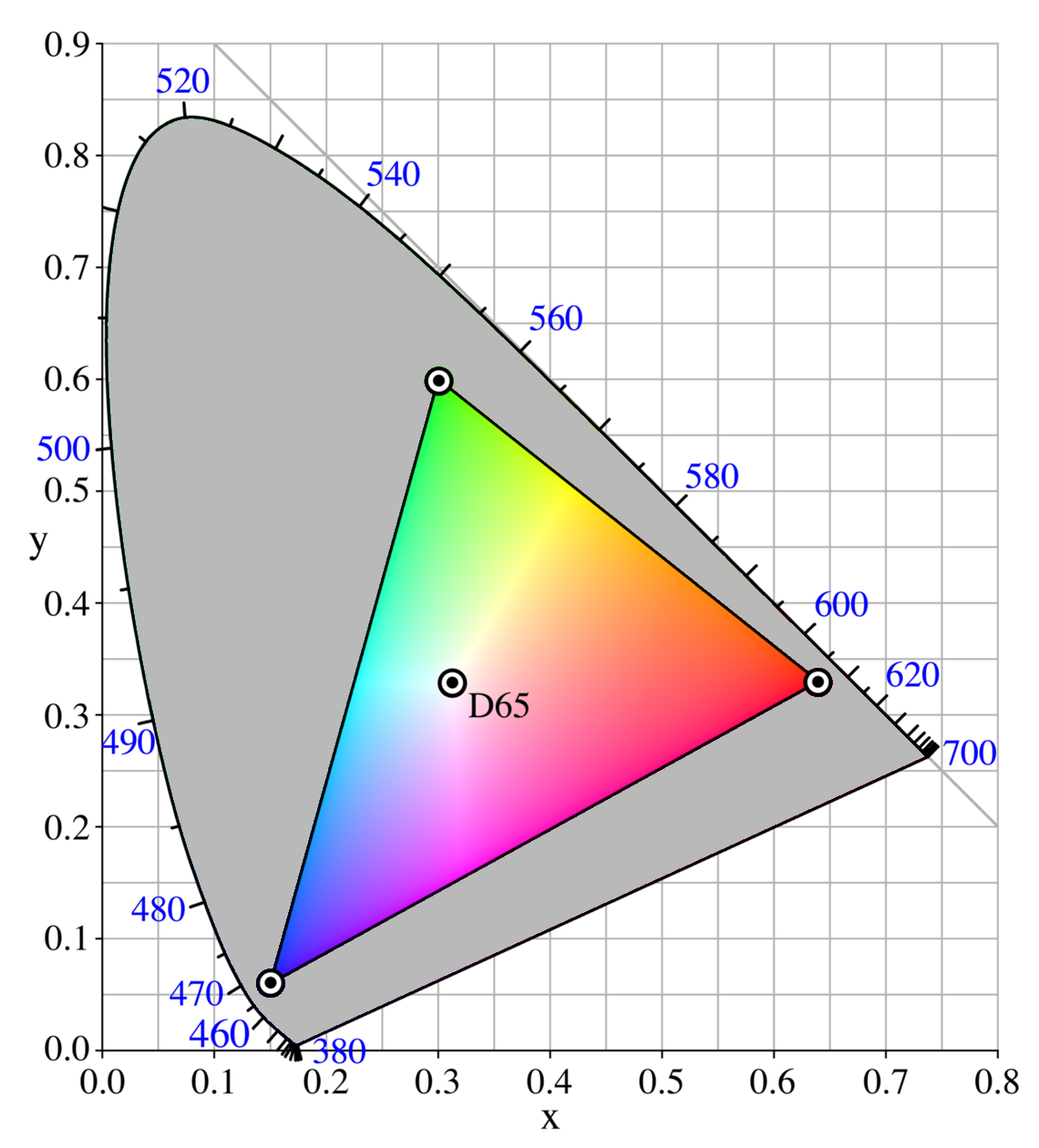
مجموعة الألوان الأولية، مثل الألوان الأولية للفضاء اللوني المعياري ح خ ز يعرف مثلث لوني، والألوان داخل هذا المثلث يمكن توليدها فقط بمزج الألوان الأولية. الألوان خارج هذا المثلث اللوني يظهر باللون الرمادي. ويظهر في الشكل الألوان الأولية والنقطة البيضاء العائدة لـ D65 للفضاء اللوني المعياري ح خ ز.

يتعلق اختيار الألوان الأولية بفيزيولوجيا العين البشرية، فالألوان الأولية الجيدة هي مثيرات تكبر وتزيد إلى قيمة قصوى الفرق بين استجابات الخلايا المخروطية في شبكية العين البشرية للضوء عند أطوال موجية مختلفة، لكي نحصل على أكبر مثلث لوني.
الأنواع الثلاثة من الخلايا المستقبلة للضوء في العين البشري (الخلايا المخروطية) تستجيب إلى الأضواء الصفراء (طول موجة طويل L: ذروة عند 570 نانومتر)، والخضراء (طول موجة متوسط M: ذروة عند 540 نانومتر)، والبنفسجية (طول موجة قصير S: ذروة عند 440 نانومتر). الفرق في الإشارات المستلمة من الأنواع الثلاثة تسمح للدماغ بالإحساس بسلسلة لونية كبيرة من الألوان المختلفة، في حين أنها أكثر حساسية للضوء الأخضر المصفر وللفرق بين صبغات اللون في المنطقة الخضراء-البرتقالية.
ولنفرض مثلا أن الضوء في المجال البرتقالي لأطوال الموجات (حوالي 577 -597 نانومتر) تدخل العين وتسقط على الشبكية. سيقوم هذا الضوء بتفعيل كلا من المخاريط الحساسة للأطوال الموجية الطويلة والمتوسطة، ولكن الخلايا الحساسة للأطوال الموجة الأطول ستستجيب أكثر. هذا الفرق في استجابة يمكن أن يحس به الدماغ ويعطي مفهوم أن الضوء برتقالي. ووفق هذه النظرية، المظهر البرتقالي للأجسام هو نتيجة لدخول الضوء الوارد من الجسم إلى العين فيثير الأنواع المناسبة من المخاريط ولكن بدرجات مختلفة.
استخدام الألوان الأولية الثلاثة ليست كافية لتوليد جميع الألوان. وتحدد الألوان الموجودة في المثلث اللوني بلونيات الألوان الأولية حيث تجمع وتضاف كميات موجبة من هذه الألوان.

## التمثيل الهندسي

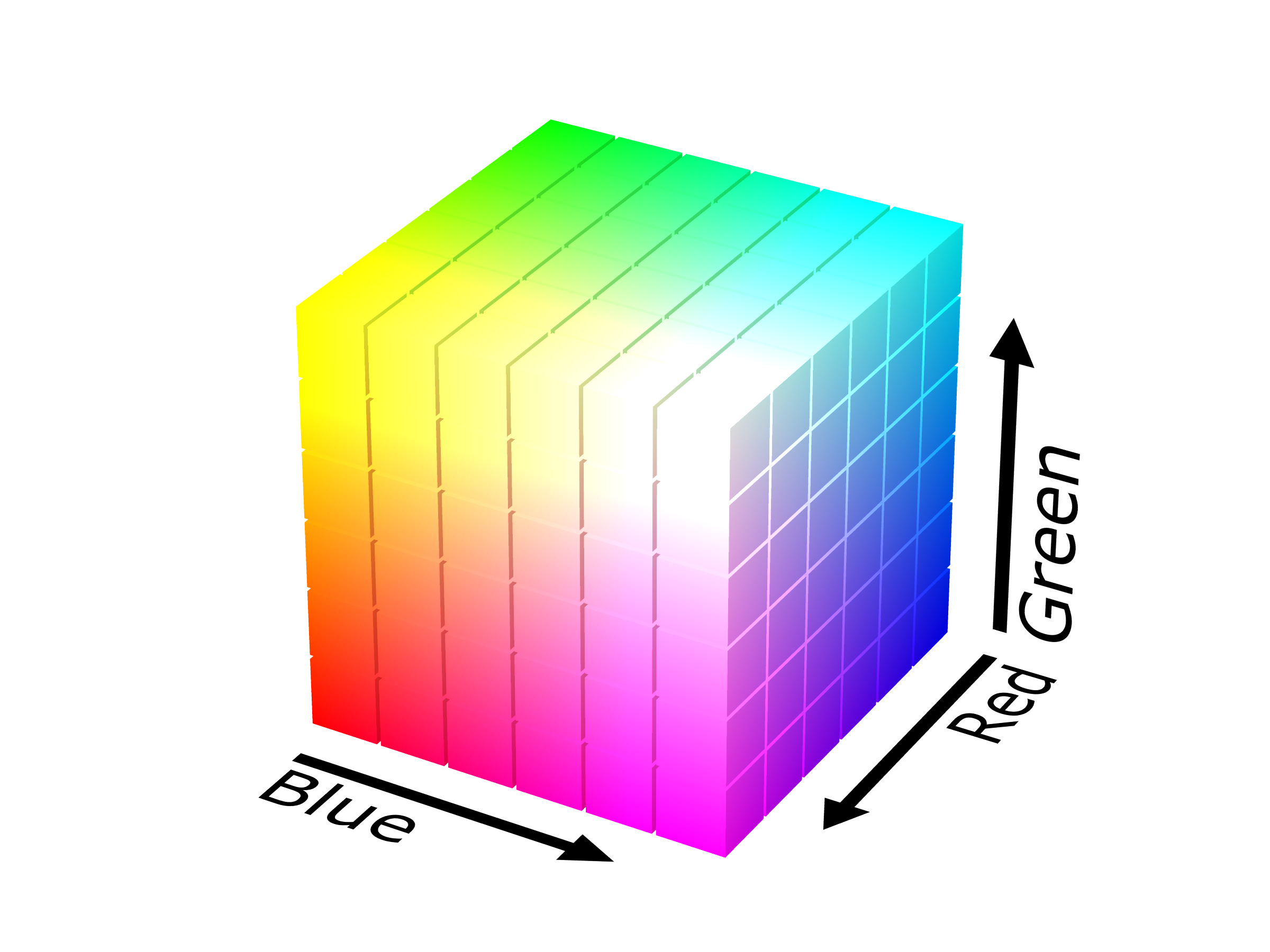
يمثل النموذج اللوني ح خ ز بشكل مكعب. المحور x الأفقي يمثل قيم اللون الأحمر ويزداد نحو اليسار، والمحور y يمثل اللون الأزرق يزداد نحو الزاوية اليمنى السفلى، والمحور z الشاقولي يمثل اللون الأخضر يزداد إلى الأعلى. ومركز الإحداثيات يمثل اللون الأسود مختف خلف المكعب.

يمثل اللون عادة بثلاث مكونات، ليس فقط في النموذج ح خ ز، وإنما في النماذج اللونية الأخرى مثل الفضاء اللوني إل آ بيه (CIELAB) وواي يو في، ويكون الحجم ثلاثي الأبعاد موصفا بقيم المكونات كإحداثيات ديكارتية في الفضاء الإقليدي. يمثل النموذج ح خ ز بمكعب يستخدم قيم موجبة ضمن المجال 0-1 ويكون اللون الأسود ممثلا بالإحداثيات (0، 0، 0)، وبزيادة قيم الشدة نصل إلى اللون الأبيض ممثلا بالإحداثيات (1، 1، 1).
تمثل الثلاثية ح خ ز (r,g,b) الإحداثيات ثلاثية الأبعاد للون المحدد في المكعب أو أحد وجوهه أو على طول أحد حافاته. هذا الأسلوب يسمح بحساب الفرق اللوني للونين محددين في الفضاء اللوني ح خ ز بحساب بسيط للمسافة بينهما: كلما كانت المسافة أقصر، كان التشابه بينهما أكبر. والحسابات خارج السلسلة اللونية ممكن أيضا حسابه بهذه الطريقة أيضا.
المقادير المستعملة من الألوان تستعمل سلما من 0 إلى 255 (وهو ما يمثل بايت واحد)، وهذا يعني أن مقدار 100% يمثل القيمة القصوى ما يساوي 255.
وفي عالم الطباعة يوجد نظام مقابل له هو CMYK «أي الأزرق الفاتح والزهري الغامق والأصفر والأسود» ويعتمد على التركيب بالسحب. الاختلاف يمكن تفسيره بالرجوع إلى مبدأ عمل العين التي تميز الألوان. العين تدرك بأن اللون أخضر إذا تلقت شعاعا ضوئيا أخضرا، لكن مصدر هذا الشعاع قد يكون مصدرا منتجا لهذا الضوء كشاشة عرض، وإما انعكاسا للضوء على لون مطبوع وفي هذه الحالة فإن اللون المطبوع يمتص من الضوء المسلط عليه كل الألوان ويعكس الأخضر.
| نيلي (0 %, 100 %)     | أخضر (0 %, 100 %, 0 %) | أصفر (100 %, 100 %, 0 %) |
| أزرق (0%,0%,100%)     |                        | أحمر (100 %, 0 %)        |
| ماجنتا (100%,0%,100%) | أحمر (100 %, 0 %)      |                          |